# Teodors Bļugers
Teodors Bļugers (né le 15 août 1994 à Riga en Lettonie) est un joueur professionnel letton de hockey sur glace. Il évolue au poste de centre.

## Biographie

### Carrière en club
Natif de Lettonie, il arrive aux États-Unis en 2009 pour jouer avec l'équipe de Shattuck-St. Mary's. Après trois saisons, il est sélectionné par les Penguins de Pittsburgh au deuxième tour, 52e rang, lors du repêchage d'entrée dans la LNH 2012. Il rejoint ensuite les Mavericks de l'Université d'État du Minnesota à Mankato et joue quatre saisons avec l'équipe.
Après avoir complété ses études universitaires, il commence sa carrière professionnelle avec les Penguins de Wilkes-Barre/Scranton, qui sont affiliées avec Pittsburgh dans la LAH.

### Carrière internationale
Il représente la Lettonie au niveau international. Il joue son premier championnat du monde en 2017.

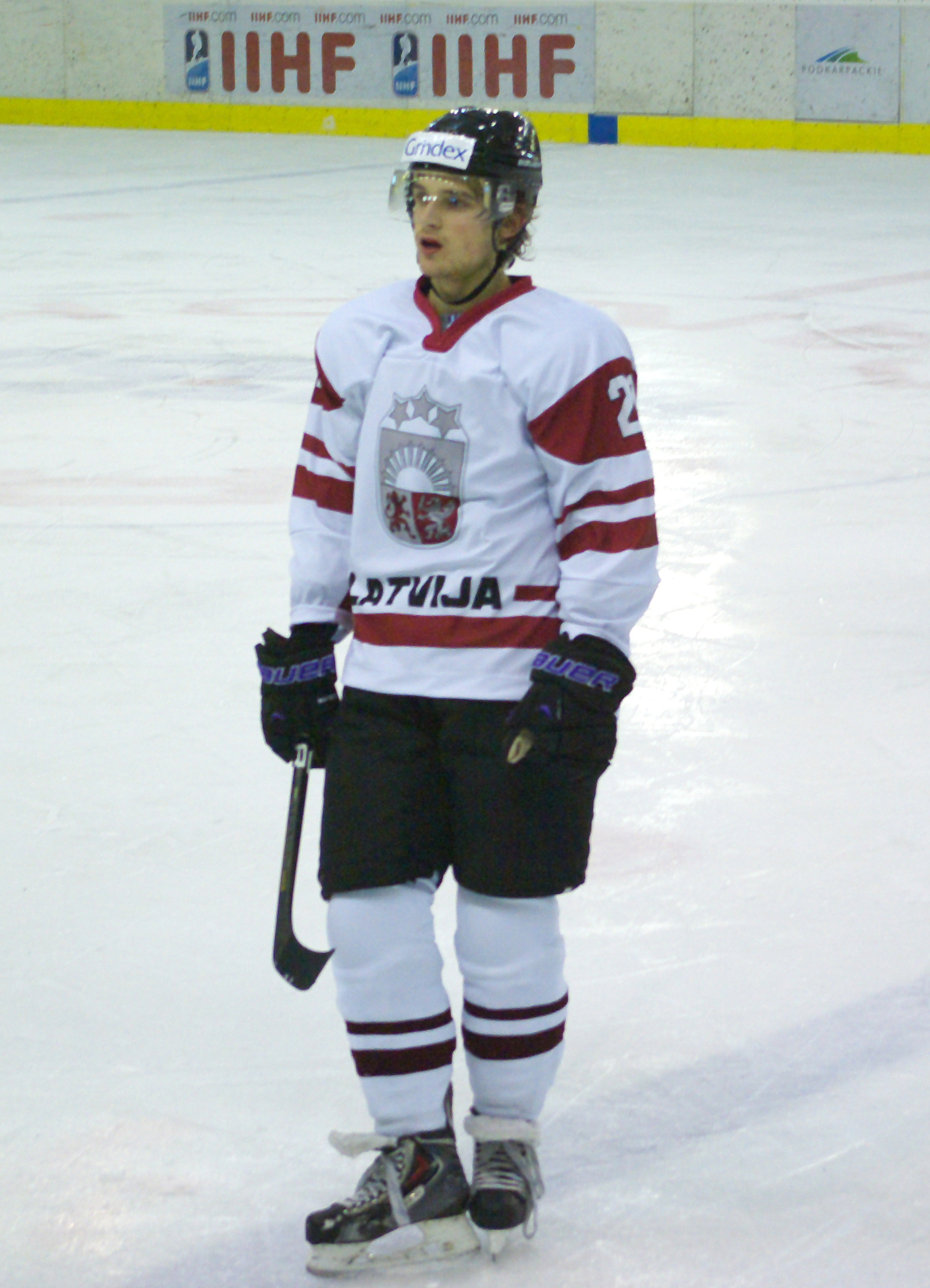
Bļugers avec l'équipe de Lettonie des moins de 20 ans en 2013

## Statistiques

### En club
| Saison     | Équipe                            | Ligue      |     | Saison régulière | Saison régulière | Saison régulière | Saison régulière | Saison régulière |   | Séries éliminatoires | Séries éliminatoires | Séries éliminatoires | Séries éliminatoires | Séries éliminatoires |
| Saison     | Équipe                            | Ligue      | PJ  | B                | A                | Pts              | Pun              | PJ               | B | A                    | Pts                  | Pun                  |                      |                      |
| 2012-2013  | Université d'État du Minnesota    | WCHA       | 37  | 6                | 13               | 19               | 40               | -                | - | -                    | -                    | -                    |                      |                      |
| 2013-2014  | Université d'État du Minnesota    | WCHA       | 40  | 4                | 22               | 26               | 55               | -                | - | -                    | -                    | -                    |                      |                      |
| 2014-2015  | Université d'État du Minnesota    | WCHA       | 37  | 10               | 18               | 28               | 26               | -                | - | -                    | -                    | -                    |                      |                      |
| 2015-2016  | Université d'État du Minnesota    | WCHA       | 41  | 11               | 24               | 35               | 29               | -                | - | -                    | -                    | -                    |                      |                      |
| 2015-2016  | Penguins de Wilkes-Barre/Scranton | LAH        | 10  | 0                | 0                | 0                | 2                | 10               | 0 | 1                    | 1                    | 4                    |                      |                      |
| 2016-2017  | Penguins de Wilkes-Barre/Scranton | LAH        | 54  | 7                | 24               | 31               | 20               | 5                | 1 | 0                    | 1                    | 2                    |                      |                      |
| 2017-2018  | Penguins de Wilkes-Barre/Scranton | LAH        | 70  | 21               | 24               | 45               | 43               | 3                | 0 | 2                    | 2                    | 4                    |                      |                      |
| 2018-2019  | Penguins de Wilkes-Barre/Scranton | LAH        | 45  | 21               | 18               | 39               | 18               | 20               | - | -                    | -                    | -                    |                      |                      |
| 2018-2019  | Penguins de Pittsburgh            | LNH        | 28  | 6                | 4                | 10               | 15               | 1                | 0 | 0                    | 0                    | 0                    |                      |                      |
| 2019-2020  | Penguins de Pittsburgh            | LNH        | 69  | 9                | 13               | 22               | 25               | 4                | 1 | 0                    | 1                    | 0                    |                      |                      |
| 2020-2021  | Penguins de Pittsburgh            | LNH        | 43  | 7                | 15               | 22               | 16               | 6                | 0 | 0                    | 0                    | 2                    |                      |                      |
| 2021-2022  | Penguins de Pittsburgh            | LNH        | 65  | 9                | 19               | 28               | 10               | 7                | 0 | 1                    | 1                    | 2                    |                      |                      |
| 2022-2023  | Penguins de Pittsburgh            | LNH        | 45  | 2                | 8                | 10               | 16               | -                | - | -                    | -                    | -                    |                      |                      |
| 2022-2023  | Golden Knights de Vegas           | LNH        | 18  | 2                | 4                | 6                | 14               | 6                | 1 | 1                    | 2                    | 0                    |                      |                      |
| 2023-2024  | Canucks de Vancouver              | LNH        | 68  | 6                | 22               | 28               | 31               | 13               | 0 | 2                    | 2                    | 6                    |                      |                      |
| Totaux LNH | Totaux LNH                        | Totaux LNH | 336 | 41               | 85               | 126              | 127              | 37               | 2 | 4                    | 6                    | 10                   |                      |                      |

### En équipe nationale
| Année | Équipe       | Compétition                     |   | PJ | B | A | Pts | Pun                                    |  | Résultat |
| 2011  | Lettonie U18 | Championnat du monde -18 ans D1 | 4 | 4  | 1 | 5 | 0   | 1re place du groupe A (promu en élite) |  |          |
| 2012  | Lettonie U20 | Championnat du monde junior     | 6 | 1  | 2 | 3 | 6   | 9e place                               |  |          |
| 2012  | Lettonie U18 | Championnat du monde -18 ans    | 6 | 2  | 2 | 4 | 6   | 9e place                               |  |          |
| 2013  | Lettonie U20 | Championnat du monde junior     | 6 | 1  | 1 | 2 | 8   | 10e place (relégué en D1)              |  |          |
| 2014  | Lettonie U20 | Championnat du monde junior D1A | 3 | 0  | 1 | 1 | 8   | 2e place                               |  |          |
| 2017  | Lettonie     | Championnat du monde            | 7 | 1  | 0 | 1 | 6   | 10e place                              |  |          |
| 2018  | Lettonie     | Championnat du monde            | 5 | 1  | 2 | 3 | 0   | 8e place                               |  |          |
| 2019  | Lettonie     | Championnat du monde            | 7 | 1  | 3 | 4 | 6   | 10e place                              |  |          |

## Trophées et honneurs personnels

### Western Collegiate Hockey Association
- 2015-2016 : nommé dans la première équipe d'étoiles de la WCHA

### Ligue nationale de hockey
- 2022-2023 : remporte la coupe Stanley avec les Golden Knights de Vegas